# Civens
Civens [sivɛ̃s] est une commune française située dans le département de la Loire, en région Auvergne-Rhône-Alpes.
Ses habitants sont appelés les Civensois.

## Géographie

### Localisation
Civens se situe dans le Forez, à 28 km de Montbrison, sa sous-préfecture, 51 km de Saint-Étienne, sa préfecture, et 76 km de Lyon.

### Communes limitrophes
Les communes limitrophes sont  Cleppé, Cottance, Feurs, Pouilly-lès-Feurs, Rozier-en-Donzy, Salvizinet et Épercieux-Saint-Paul.
| Pouilly-lès-Feurs    | Rozier-en-Donzy |            |
| Épercieux-Saint-Paul | Civens          | Cottance   |
| Cleppé               | Feurs           | Salvizinet |

### Climat
Pour des articles plus généraux, voir Climat d'Auvergne-Rhône-Alpes et Climat de la Loire.
En 2010, le climat de la commune est de type climat océanique dégradé des plaines du Centre et du Nord, selon une étude du Centre national de la recherche scientifique s'appuyant sur une série de données couvrant la période 1971-2000. En 2020, Météo-France publie une typologie des climats de la France métropolitaine dans laquelle la commune est exposée à un climat de montagne ou de marges de montagne et est dans la région climatique Nord-est du Massif Central, caractérisée par une pluviométrie annuelle de 800 à 1 200 mm, bien répartie dans l’année.
Pour la période 1971-2000, la température annuelle moyenne est de 10,7 °C, avec une amplitude thermique annuelle de 16,7 °C. Le cumul annuel moyen de précipitations est de 734 mm, avec 8,7 jours de précipitations en janvier et 7 jours en juillet. Pour la période 1991-2020, la température moyenne annuelle observée sur la station météorologique de Météo-France la plus proche, « Feurs », sur la commune de Feurs à 5 km à vol d'oiseau, est de 12,1 °C et le cumul annuel moyen de précipitations est de 650,3 mm,. Pour l'avenir, les paramètres climatiques de la commune estimés pour 2050 selon différents scénarios d'émission de gaz à effet de serre sont consultables sur un site dédié publié par Météo-France en novembre 2022.

## Urbanisme

### Typologie
Au 1er janvier 2024, Civens est catégorisée commune rurale à habitat dispersé, selon la nouvelle grille communale de densité à sept niveaux définie par l'Insee en 2022.
Elle appartient à l'unité urbaine de Feurs, une agglomération intra-départementale regroupant deux  communes, dont elle est une commune de la banlieue,,. Par ailleurs la commune fait partie de l'aire d'attraction de Feurs, dont elle est une commune de la couronne,. Cette aire, qui regroupe 16 communes, est catégorisée dans les aires de moins de 50 000 habitants,.

### Occupation des sols
L'occupation des sols de la commune, telle qu'elle ressort de la base de données européenne d’occupation biophysique des sols Corine Land Cover (CLC), est marquée par l'importance des territoires agricoles (76,6 % en 2018), en diminution par rapport à 1990 (86,6 %). La répartition détaillée en 2018 est la suivante : 
prairies (48,1 %), terres arables (20,9 %), zones urbanisées (9,2 %), zones agricoles hétérogènes (7,6 %), eaux continentales (4,5 %), mines, décharges et chantiers (3,9 %), zones industrielles ou commerciales et réseaux de communication (3,3 %), forêts (1,6 %), milieux à végétation arbustive et/ou herbacée (0,9 %), espaces verts artificialisés, non agricoles (0,1 %). L'évolution de l’occupation des sols de la commune et de ses infrastructures peut être observée sur les différentes représentations cartographiques du territoire : la carte de Cassini (XVIIIe siècle), la carte d'état-major (1820-1866) et les cartes ou photos aériennes de l'IGN pour la période actuelle (1950 à aujourd'hui).

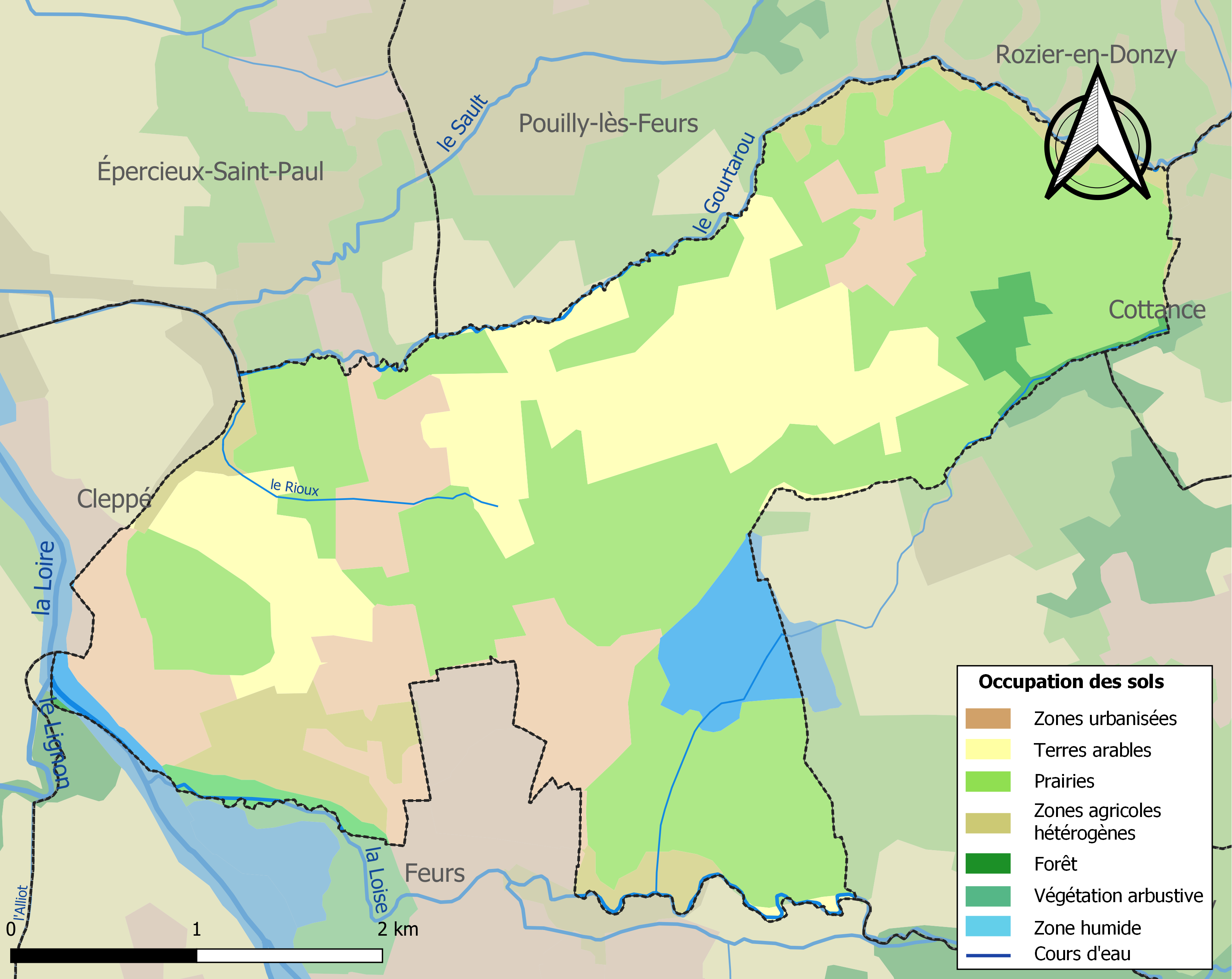
Carte des infrastructures et de l'occupation des sols de la commune en 2018 (CLC).

## Histoire
Jules César a fait boire son cheval dans l'étang de Civens, pendant un passage dans le Forez, lors de la guerre des Gaules (58 - 51/50 av. J.-C.). L'empereur Charlemagne a également traversé le territoire de la commune, souvenir ancré dans la conscience des habitants, mais également dans la toponymie, avec une « route Charlemagne ».

## Politique et administration
Christophe Guillarme remporte les élections municipales de 2014 avec 61,29 % des voix, battant Maurice Rocle ; le taux de participation est de 72,80 %.
| Période                                  | Période                   | Identité                                            | Étiquette  | Qualité                         |
| ---------------------------------------- | ------------------------- | --------------------------------------------------- | ---------- | ------------------------------- |
| Les données manquantes sont à compléter. |                           |                                                     |            |                                 |
| mars 1929                                | janvier 1960              | Jean Pupat                                          | RGRIF-CNIP | Agriculteur, député (1951-1956) |
| mars 1971                                | mars 1977                 | Louis Jolivet                                       |            |                                 |
| mars 2001                                | mars 2008                 | Roger Debrosse                                      |            |                                 |
| mars 2008                                | mars 2014                 | Pierre Colas                                        | SE         |                                 |
| mars 2014                                | En cours (au 27 mai 2020) | Christophe Guillarme Réélu pour le mandat 2020-2026 | SE         |                                 |

## Population et société

### Démographie
L'évolution du nombre d'habitants est connue à travers les recensements de la population effectués dans la commune depuis 1793. Pour les communes de moins de 10 000 habitants, une enquête de recensement portant sur toute la population est réalisée tous les cinq ans, les populations de référence des années intermédiaires étant quant à elles estimées par interpolation ou extrapolation. Pour la commune, le premier recensement exhaustif entrant dans le cadre du nouveau dispositif a été réalisé en 2007.

En 2022, la commune comptait 1 450 habitants, en évolution de +5,99 % par rapport à 2016 (Loire : +1,32 %, France hors Mayotte : +2,11 %).
| 1793 | 1800 | 1806 | 1821 | 1831 | 1836 | 1841 | 1846 | 1851 |
| ---- | ---- | ---- | ---- | ---- | ---- | ---- | ---- | ---- |
| 183  | 400  | 392  | 350  | 429  | 461  | 504  | 546  | 534  |

| 1856 | 1861 | 1866 | 1872 | 1876 | 1881 | 1886 | 1891 | 1896 |
| ---- | ---- | ---- | ---- | ---- | ---- | ---- | ---- | ---- |
| 557  | 556  | 598  | 600  | 601  | 630  | 659  | 643  | 624  |

| 1901 | 1906 | 1911 | 1921 | 1926 | 1931 | 1936 | 1946 | 1954 |
| ---- | ---- | ---- | ---- | ---- | ---- | ---- | ---- | ---- |
| 620  | 577  | 560  | 487  | 524  | 489  | 462  | 425  | 422  |

| 1962 | 1968 | 1975 | 1982 | 1990  | 1999  | 2006  | 2007  | 2012  |
| ---- | ---- | ---- | ---- | ----- | ----- | ----- | ----- | ----- |
| 447  | 523  | 615  | 761  | 1 007 | 1 129 | 1 340 | 1 369 | 1 373 |

| 2017  | 2022  | - | - | - | - | - | - | - |
| ----- | ----- | - | - | - | - | - | - | - |
| 1 359 | 1 450 | - | - | - | - | - | - | - |

### Environnement
La commune a obtenu une fleur au concours des villes et villages fleuris en 2015.

## Culture locale et patrimoine

### Lieux et monuments
- Dans l'église paroissiale Saint-Cyprien de Civens, une sculpture en bois du XVIIIe siècle, classée au titre objet en 1970[25].
- Un tabernacle en bois du XVIIe siècle, classé au titre objet en 1976[26].

.

### Personnalités liées à la commune
- Jean Pupat (1901-1960), député de la Loire de 1951 à 1955 et maire de Civens, décédé dans sa commune.

### Héraldique
| Blason de Civens | Blason  | Écartelé : au 1er de sinople à la tête de Jules César, de profil, contournée, au naturel et couronnée de laurier du champ, aux 2e et 3e taillé pignonné au I d'argent à la tête de cheval coupé de tenné, celle du 3e contournée, au II d'azur semé de larmes (?) d'or et au fer à cheval d'argent brochant, au 4e d'argent au roseau à massette de sinople fleuri de deux pièces de sable ; sur le tout, d'azur à l'évêque au naturel issant de la pointe. |
| Blason de Civens | Détails | Le statut officiel du blason reste à déterminer. |